# Crithagra melanochroa
Crithagra melanochroa е вид птица от семейство Чинкови (Fringillidae). Видът е почти застрашен от изчезване.

## Разпространение
Видът е разпространен в Танзания.